# Grenada na Mistrzostwach Świata w Lekkoatletyce 2011
Grenada na Mistrzostwach Świata w Lekkoatletyce 2011 była reprezentowana przez 3 zawodników – 2 mężczyzn i 1 kobietę.

## Wyniki reprezentantów Grenady

### Mężczyźni

#### Konkurencje biegowe
| Konkurencja   | Zawodnik            | Eliminacje | Eliminacje | Półfinał | Półfinał | Finał    | Finał   |
| Konkurencja   | Zawodnik            | Rezultat   | Pozycja    | Rezultat | Pozycja  | Rezultat | Pozycja |
| ------------- | ------------------- | ---------- | ---------- | -------- | -------- | -------- | ------- |
| Bieg na 400 m | Kirani James        | 45,12      | 5 Q        | 45,20    | 6 Q      | 44,60    | 1       |
| Bieg na 400 m | Rondell Bartholomew | 44,82      | 3 Q        | 45,17    | 5 q      | 45,45    | 6       |

### Kobiety

#### Konkurencje biegowe
| Konkurencja   | Zawodnik        | Eliminacje | Eliminacje | Półfinał | Półfinał | Finał    | Finał   |
| Konkurencja   | Zawodnik        | Rezultat   | Pozycja    | Rezultat | Pozycja  | Rezultat | Pozycja |
| ------------- | --------------- | ---------- | ---------- | -------- | -------- | -------- | ------- |
| Bieg na 200 m | Janelle Redhead | 23,11      | 19 Q       | 23,57    | 22       |          |         |